# Capella de Coïns
La capella de Coïns o Sant Esteve de Ramells és una església de Pinell de Solsonès (Solsonès) inclosa a l'Inventari del Patrimoni Arquitectònic de Catalunya.

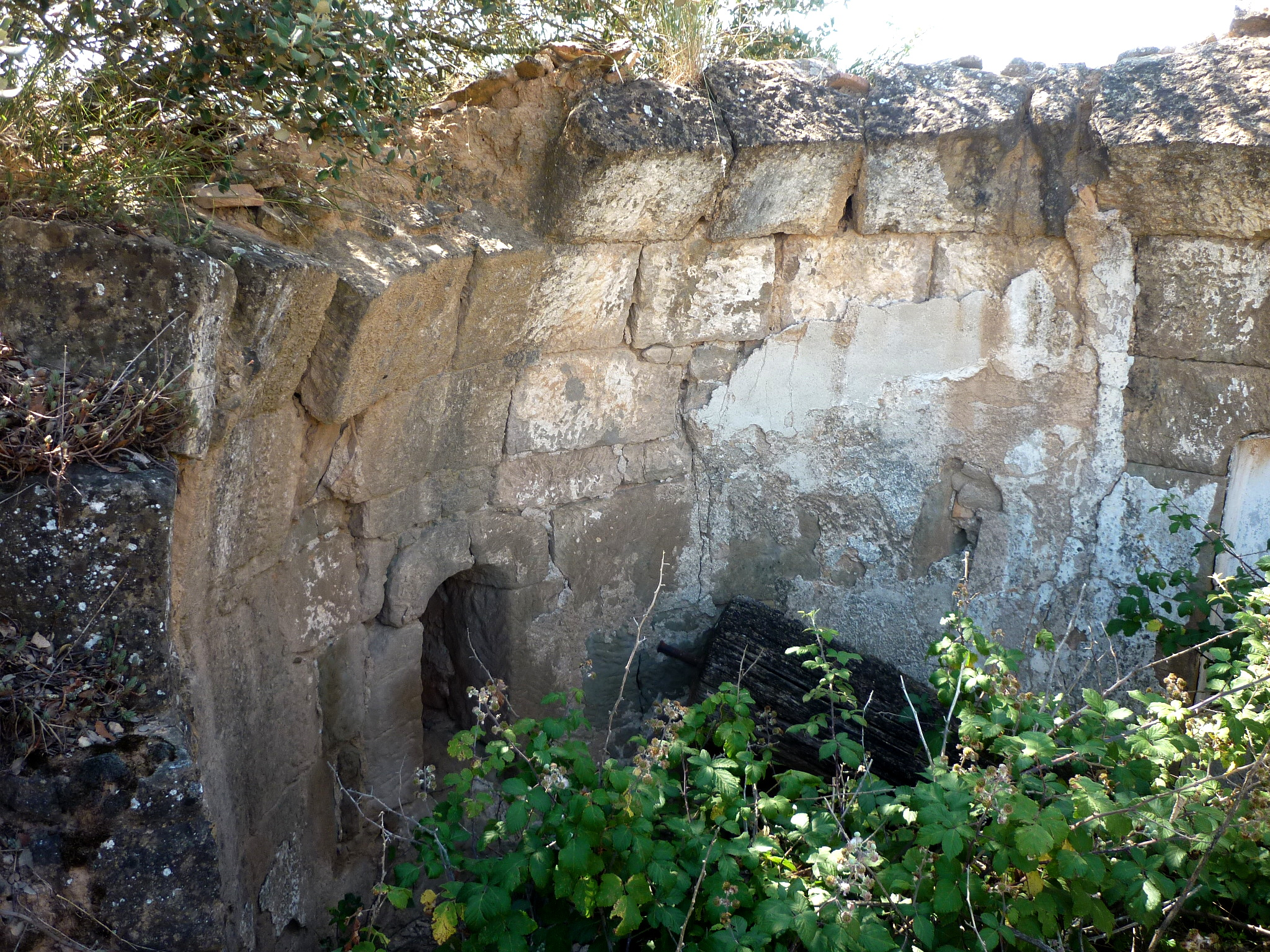
Interior de l'absis

## Descripció
Església d'una nau coberta amb volta de canó, actualment esfondrada. L'absis, a llevant, és semicircular i està obert amb un simple plec. A l'interior, l'arrencada de la volta està marcada per una imposta. A banda i banda de l'absis s'obren unes capelles amb forma de fornícula. Al mur de migjorn es van construir dos contraforts.
El parament és de carreuons perfectament tallats, disposats regularment.